# Blake Clark
Blake Clark (ur. 2 lutego 1946) – amerykański aktor.

## Filmografia
- Największy amerykański bohater (1981) (TV)
- Remington Steele (1982–89) (TV)
- M*A*S*H (1983) (TV)
- Hot Flashes (1984) (TV)
- Apt. 2C (1985) (TV)
- Na wariackich papierach (1985) (TV)
- St. Elmo’s Fire (1985)
- Newhart (1985–86) (TV)
- Long Time Gone (1986) (TV)
- Fakty z życia (1986) (TV)
- Gimme a Break! (1987) (TV)
- Women in Prison (1987–88) (TV)
- It's Garry Shandling's Show (1987–88) (TV)
- Fast Food (1989)
- Wired (1989)
- Johnny Przystojniak (1989)
- Midnight Caller (1991) (TV)
- Shakes the Clown (1991)
- Who’s the Boss? (1991) (TV)
- Projektantki (1991) (TV)
- The Dark Wind (1991)
- Grave Secrets: The Legacy of Hilltop Drive (1992) (TV)
- Drużyna biedronek (1992)
- Love Potion No. 9 (1992)
- Zabaweczki (1992)
- Roseanne (1993) (TV)
- Fatalny Instynkt (1993)
- Grace w opałach (1993–94) (TV)
- Comedy: Coast to Coast (1994) (TV)
- Thea (1994) (TV)
- Maska (1994)
- Opowieści z krypty (1994) (TV)
- Pan Złota Rączka (1994–99) (TV)
- The Drew Carey Show (1995) (TV)
- Chłopiec poznaje świat (1995–00) (TV)
- Alone in the Woods (1996)
- Świat pana trenera (1996) (TV)
- Nic do stracenia (1997)
- Murphy Brown (1997) (TV)
- Tycus (1998) (V)
- Arliss (1998) (TV)
- Kariera frajera (1998)
- Inny w klasie (1998) (TV)
- Valerie Flake (1999)
- The Jamie Foxx Show (1999–2000) (TV)
- Masa krytyczna (2000)
- Intrepid (2000)
- Unsolved Mysteries (2000) (TV)
- Bread and Roses (2000)
- Little Nicky (2000)
- Donut Men (2001)
- Joe Dirt (2001)
- Corky Romano (2001)
- Sabrina, nastoletnia czarownica (2001) (TV)
- Back by Midnight (2002)
- Mr. Deeds – milioner z przypadku (2002)
- Osiem szalonych nocy (2002)
- BachelorMan (2003)
- Lucky (2003) (TV)
- Lost at Home (2003) (TV)
- Okrucieństwo nie do przyjęcia (2003)
- 50 pierwszych randek (2004)
- Ladykillers, czyli zabójczy kwintet (2004)
- Dowody zbrodni (2004) (TV)
- Todd's Coma (2005) (TV)
- Na imię mi Earl (2005) (TV)
- The Benchwarmers (2006)
- I’m Reed Fish (2006)
- Wszyscy nienawidzą Chrisa (2006) (TV)
- Car Babes (2006)
- Państwo młodzi: Chuck i Larry (2007)
- Dzikie łowy (Strange Wilderness) (2008)
- Leatherheads (2008)
- Wieners (2008)
- Dorwać Smarta (2008)
- Opowieści na dobranoc (2008)
- American Cowslip (2009)
- Son of Mourning (2009)
- Toy Story 3 (2010)[1]
- Duże dzieci (2010)
- Powodzenia, Charlie! (2010) (TV)
- Community (2010) (TV)
- Rango (2011)
- Hawajskie wakacje (2011)
- Toy Story 4 (2019)